# Église Saint-Denis de Moigny-sur-École
L'église Saint-Denis de Moigny-sur-École est une église paroissiale catholique, dédiée à saint Denis, située dans la commune française de Moigny-sur-École et le département de l'Essonne.

## Historique
L'église est construite aux XIIe et XIIIe siècles puis remaniée aux XIVe et XVe siècles. La majeure partie de l'édifice remonte au XVIe siècle.
Depuis un arrêté du 6 mars 1926, l'église est inscrite au titre des monuments historiques.
En 1986, des peintures murales du XVe ou du XVIe siècle sont découvertes.
L'édifice est restauré entre 2001 et 2013.

## Description
Des vitraux sont installés au XIXe siècle, qui représentent des scènes de l'évangile.
Trois nouveaux vitraux sont mis en place dans la restauration du début du XXIe siècle.

## Pour approfondir